# 1255 Schilowa
Az 1255 Schilowa (ideiglenes jelöléssel 1932 NC) a Naprendszer kisbolygóövében található aszteroida. Grigorij Neujmin fedezte fel 1932. július 8-án.